# Kovalevskiella zeravschanica
Kovalevskiella zeravschanica là một loài thực vật có hoa trong họ Cúc. Loài này được (Kovalevsk.) Kamelin mô tả khoa học đầu tiên năm 1993.